# Sainte-Marguerite-de-Carrouges
Pour les articles homonymes, voir Sainte-Marguerite et Carrouges (homonymie).
Sainte-Marguerite-de-Carrouges est une commune française, située dans le département de l'Orne en région Normandie, peuplée de 211 habitants.

## Géographie

### Hydrographie
La commune est située dans le bassin Seine-Normandie. Elle est drainée par l'Udon, le ruisseau du Moulin de Besnard, le ruisseau de Coupigny, un bras de l'Udon, le cours d'eau 01 de l'Étre Blanchet, le fossé 01 de la Blanchardière, le fossé 01 de la Bommerie, le fossé 01 de la Boujardière et un autre petit cours d'eau.
L'Udon, d'une longueur de 28 km, prend sa source dans la commune de Chahains et se jette  dans l'Orne en limite de Sevrai et d'Écouché-les-Vallées, après avoir traversé dix communes. 
Le ruisseau du Moulin de Besnard, d'une longueur de 13 km, prend sa source dans la commune de Chahains et se jette  dans l'Udon en limite de Vieux-Pont et de Sainte-Marie-la-Robert, après avoir traversé huit communes. 

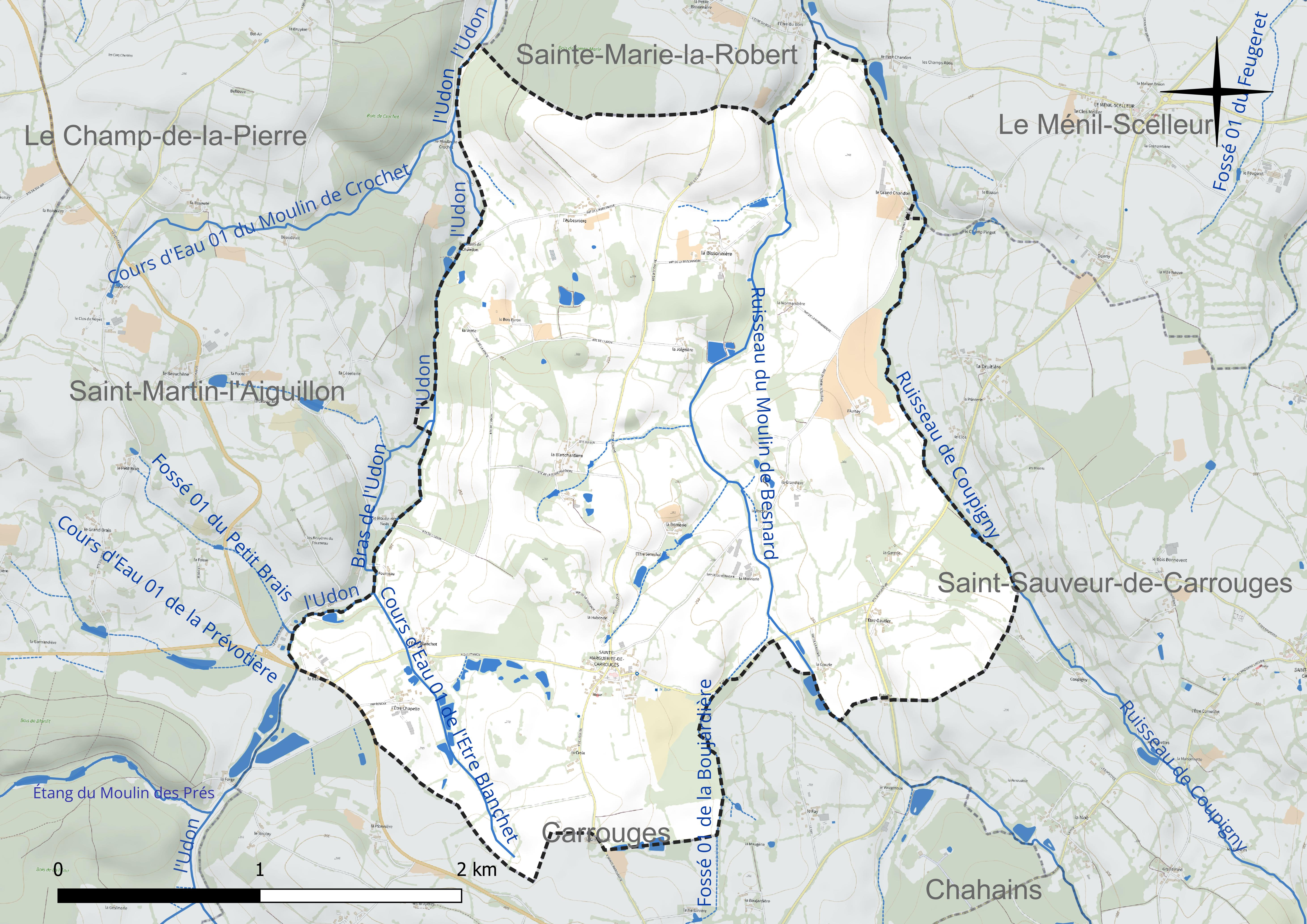
Réseau hydrographique de Sainte-Marguerite-de-Carrouges.

### Climat
Pour des articles plus généraux, voir Climat de la Normandie et Climat de l'Orne.
En 2010, le climat de la commune est de type climat océanique dégradé des plaines du Centre et du Nord, selon une étude du CNRS s'appuyant sur une série de données couvrant la période 1971-2000. En 2020, Météo-France publie une typologie des climats de la France métropolitaine dans laquelle la commune est exposée à un climat océanique et est dans la région climatique Normandie (Cotentin, Orne), caractérisée par une pluviométrie relativement élevée (850 mm/a) et un été frais (15,5 °C) et venté. Parallèlement le GIEC normand, un groupe régional d’experts sur le climat, différencie quant à lui, dans une étude de 2020, trois grands types de climats pour la région Normandie, nuancés à une échelle plus fine par les facteurs géographiques locaux. La commune est, selon ce zonage, exposée à un « climat contrasté des collines », correspondant au Bocage normand, bien arrosé, voire très arrosé sur les reliefs les plus exposés au flux d’ouest, et frais en raison de l’altitude.
Pour la période 1971-2000, la température annuelle moyenne est de 10 °C, avec une amplitude thermique annuelle de 14 °C. Le cumul annuel moyen de précipitations est de 877 mm, avec 13,2 jours de précipitations en janvier et 7,6 jours en juillet. Pour la période 1991-2020, la température moyenne annuelle observée sur la station météorologique la plus proche, située sur la commune d'Argentan à 20 km à vol d'oiseau, est de 11,1 °C et le cumul annuel moyen de précipitations est de 691,9 mm,. Pour l'avenir, les paramètres climatiques de la commune estimés pour 2050 selon différents scénarios d’émission de gaz à effet de serre sont consultables sur un site dédié publié par Météo-France en novembre 2022.

## Urbanisme

### Typologie
Au 1er janvier 2024, Sainte-Marguerite-de-Carrouges est catégorisée commune rurale à habitat très dispersé, selon la nouvelle grille communale de densité à sept niveaux définie par l'Insee en 2022.
Elle est située hors unité urbaine et hors attraction des villes,.

### Occupation des sols
L'occupation des sols de la commune, telle qu'elle ressort de la base de données européenne d’occupation biophysique des sols Corine Land Cover (CLC), est marquée par l'importance des territoires agricoles (98 % en 2018), une proportion identique à celle de 1990 (98 %). La répartition détaillée en 2018 est la suivante : 
prairies (73,1 %), terres arables (24,9 %), forêts (2 %). L'évolution de l’occupation des sols de la commune et de ses infrastructures peut être observée sur les différentes représentations cartographiques du territoire : la carte de Cassini (XVIIIe siècle), la carte d'état-major (1820-1866) et les cartes ou photos aériennes de l'IGN pour la période actuelle (1950 à aujourd'hui).

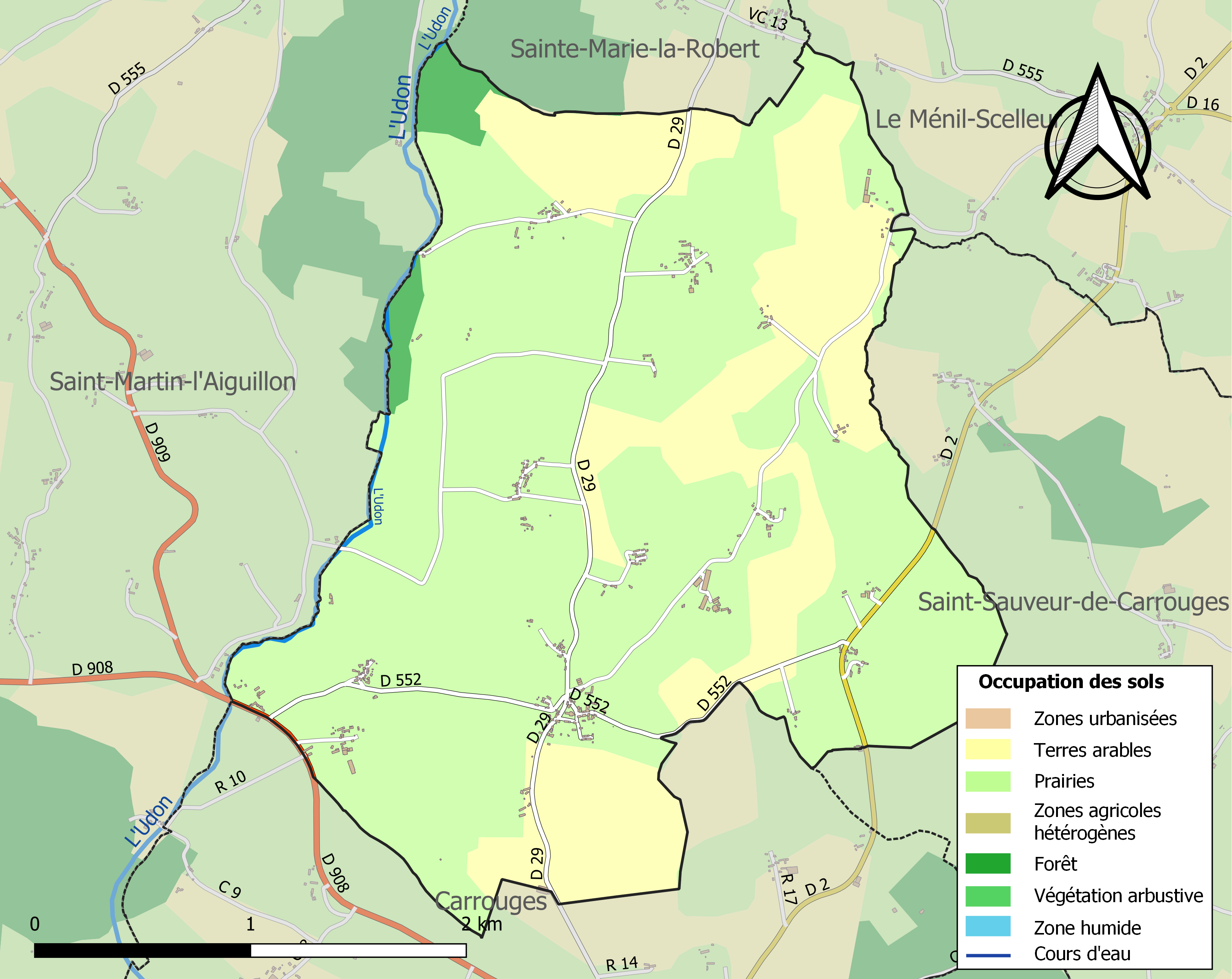
Carte des infrastructures et de l'occupation des sols de la commune en 2018 (CLC).

## Toponymie
Le nom de la paroisse est attesté sous les formes Sancta Margarita en 1212, Sancta Margareta vers 1335.
En langue d'oïl le mot carrouge est l'évolution naturelle et logique du latin quadruvium, « carrefour »; le -s indique un pluriel ou est sans sens particulier.
Au moment de la Révolution française de 1789, la commune porta le nom de Carrouges, alors que Carrouges fut nommée Carrouges-la-Montagne.

## Histoire
Vers 1540, un haut fourneau-fonderie fut établi à Sainte-Marguerite par Le Veneur (de Tillières), seigneur de Carrouges. Cette installation alimentait en fonte (métallurgie) la forge de Carrouges (établie à Saint-Martin-l'Aiguillon). Plusieurs fois reconstruit et modernisé (en dernier pour remplacer le charbon de bois par le coke), il fut restauré, pour la dernière fois, en 1837. Hector Le Veneur vendit finalement l'installation en 1854, à René Catois, maître de forges à Rânes. La cessation de cette activité (de production de fonte au charbon de bois puis au coke) se produisit vers 1870 (comme la plupart des manufactures de ce type dans la région : Le Champ-de-la-Pierre, Saint-Denis-sur-Sarthon, Rânes, Boucé…) consécutivement à l'épuisement progressif du minerai de fer de Rânes et à la concurrence anglaise (accrue par le traité de libre-échange, signé en 1860 entre la France et l'Angleterre).
Vers 1860, l'activité de la métallurgie fut un des motifs de demande de construction d'une ligne de chemin de fer entre Trun et La Lacelle via Argentan, Boucé et Rânes, avec une halte à Sainte-Marguerite-de-Carrouges. À cette époque on prévoyait — pour Carrouges et par an — 2 250 tonnes d'importations (coke, castine, fontes anglaises) et 1 500 tonnes d'exportations (fontes moulées). Mais, après bien des tergiversations, la ligne ne fut mise en service que 50 ans plus tard (le 30 décembre 1913 exactement) alors que l'activité métallurgique avait déjà cessé. La ligne de tram à voie étroite ou voie métrique — mais avec Carrouges comme terminus — ne put donc atteindre — pour le transport des marchandises — la rentabilité envisagée ; de plus, la mise en service des premiers cars concurrença les derniers autorails. En conséquence, la ligne ne fonctionna que pendant une trentaine d'années seulement (la dernière machine à vapeur circula le 8 juin 1937).
Une Communauté de Sœurs (dont l'activité essentielle était l'encadrement d'ouvroirs — appelés encore ateliers de charité ou asiles — destinés à éduquer et former les jeunes filles) exista dans la paroisse pendant deux siècles depuis 1754.
En juin 1866, sous Napoléon III, la section de Sainte-Marguerite est distraite de la commune de Carrouges et érigée en commune distincte.

## Politique et administration
| Période                                  | Période   | Identité          | Étiquette | Qualité        |
| ---------------------------------------- | --------- | ----------------- | --------- | -------------- |
| avant 1981                               | ?         | Jacques Lepasteur |           |                |
| ?                                        | mars 2001 | Émile Marguerite  | -         | -              |
| mars 2001                                | En cours  | Yves Tréton       | SE        | Cadre bancaire |
| Les données manquantes sont à compléter. |           |                   |           |                |

## Démographie
L'évolution du nombre d'habitants est connue à travers les recensements de la population effectués dans la commune depuis 1866. Pour les communes de moins de 10 000 habitants, une enquête de recensement portant sur toute la population est réalisée tous les cinq ans, les populations de référence des années intermédiaires étant quant à elles estimées par interpolation ou extrapolation. Pour la commune, le premier recensement exhaustif entrant dans le cadre du nouveau dispositif a été réalisé en 2007.
En 2022, la commune comptait 211 habitants, en évolution de −6,22 % par rapport à 2016 (Orne : −3,21 %, France hors Mayotte : +2,11 %).
En 1854, la commune comptait 689 habitants[réf. nécessaire].
| 1866 | 1872 | 1876 | 1881 | 1886 | 1891 | 1896 | 1901 | 1906 |
| ---- | ---- | ---- | ---- | ---- | ---- | ---- | ---- | ---- |
| 896  | 714  | 677  | 630  | 606  | 572  | 569  | 504  | 522  |

| 1911 | 1921 | 1926 | 1931 | 1936 | 1946 | 1954 | 1962 | 1968 |
| ---- | ---- | ---- | ---- | ---- | ---- | ---- | ---- | ---- |
| 484  | 404  | 381  | 372  | 336  | 346  | 338  | 292  | 263  |

| 1975 | 1982 | 1990 | 1999 | 2006 | 2007 | 2012 | 2017 | 2022 |
| ---- | ---- | ---- | ---- | ---- | ---- | ---- | ---- | ---- |
| 212  | 199  | 202  | 213  | 214  | 214  | 223  | 224  | 211  |

## Culture locale et patrimoine

### Lieux et monuments
- L'église Sainte-Marguerite.

### Personnalités liées à la commune
- Jeanne Marguerite Tréhot (1870-8 juin 1934), fille naturelle d'Auguste Renoir et Lise Tréhot[31].

### Héraldique
| Blason de Sainte-Marguerite-de-Carrouges | Blason  | De gueules à un dragon accroupi et crachant des flammes d'or accompagné au canton dextre du chef d'une croisette pattée du même. |
| Blason de Sainte-Marguerite-de-Carrouges | Détails | Le dragon est symbole de sainte Marguerite, patronne de la commune. Ce dernier crache du feu pour rappeler les forges qui ont fonctionné de 1540 à 1870. Enfin, la croix pattée est celle présente un peu partout dans la commune, notamment dans l'église, et indiquant la présence de chevaliers croisés. Adopté en 2024. |